# Società Canottieri Lecco
La Società Canottieri Lecco è una società sportiva nata nel 1895 che ha sede a Lecco e si occupa principalmente di sport nautici come canoa, canottaggio e vela. È inoltre stata la prima società del pluricampione olimpico e mondiale Antonio Rossi.
La Società Canottieri Lecco ha ricevuto il Collare d'oro al merito sportivo del CONI per il 2012.

## Storia
La società, una delle più antiche società sportive italiane, nasce il 27 settembre del 1895 nel Caffè del Teatro Sociale “allo scopo di contribuire allo sviluppo del canottaggio a scopo igienico”; grazie all’amicizia sportiva che univa 28 lecchesi, al mecenatismo di soci, presidenti e consiglieri.
Essa ha visto nascere campioni (tra cui Antonio Rossi e Nicola Ripamonti) ed è stata insignita di due stelle del CONI al merito sportivo, una d’argento nel 1970 e una d’oro nel 1997 oltre al Collare d’Oro al merito sportivo, la massima onorificenza con cui il CONI premia le Società Sportive.

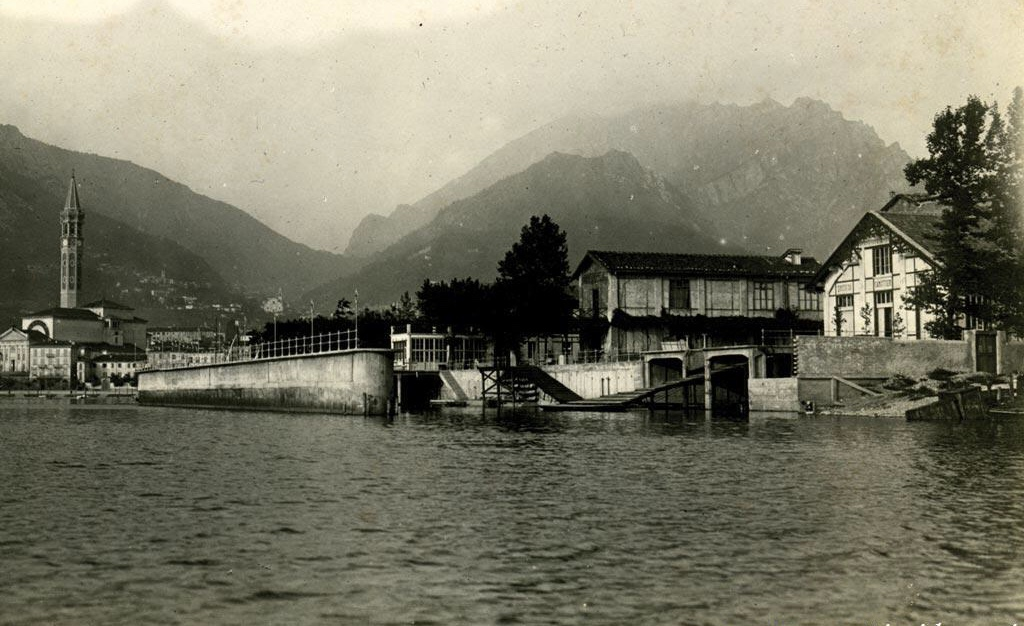
Società Canottieri Lecco nel 1895

Tra i suoi obiettivi, la promozione dello sport come occasione di miglioramento fisico e morale e la diffusione del canottaggio, ma anche di altre pratiche sportive quali nuoto, canoa, vela, tennis e tennistavolo.